# 5e étape du Tour d'Espagne 2008

La cinquième étape du Tour d'Espagne 2008 s'est déroulée le mercredi 3 septembre 2008. Il s'est agi d'un contre-la-montre disputé à Ciudad Real. L'Américain Levi Leipheimer s'est imposé et s'est emparé de la tête du classement général.

## Parcours
Ce premier contre-la-montre individuel est disputé sur un parcours plat de 42,5 km autour de Ciudad Real.

## Récit
L'Américain Levi Leipheimer (Astana) remporte ce contre-la-montre, en 50 minutes et 57 secondes, à une vitesse moyenne 50,049 km/h. Il devance le champion de France de la discipline Sylvain Chavanel (Cofidis) de 12 secondes. Tous deux ont effectué une excellente fin de parcours. Au deuxième point intermédiaire (km 28), Manuel Quinziato était en effet en tête devant Mikhail Ignatiev et Leipheimer. Finalement, Quinziato complète le podium, à 33 secondes de Leipheimer.
Parmi les prétendants au classement général, Alberto Contador et Alejandro Valverde réalisent les meilleures performances en se classant quatrième et cinquième. Carlos Sastre est 15e, à une minute et 30 secondes. Robert Gesink (27e), Igor Antón (38e) et Yaroslav Popovych (46e) sont à plus de deux minutes. Les spécialistes du contre-la-montre Stefan Schumacher et Andreas Klöden déçoivent en terminant 11e et 12e.
Levi Leipheimer s'empare du maillot or. Il devance Chavanel de 2 secondes et Valverde de 30 secondes. Auteur d'un bon temps sur cette étape (13e), le sprinter Tom Boonen est quatrième. Les favoris Alberto Contador et Carlos Sastre sont 5e et 7e.

## Classement de l'étape
| \| 1. Levi Leipheimer \| Astana \| en \| 50 min 57 s \| \| 2. Sylvain Chavanel \| Cofidis \| + \| 12 s \| \| 3. Manuel Quinziato \| Liquigas \| + \| 33 s \| \| 4. Alberto Contador \| Astana \| + \| 49 s \| \| 5. Alejandro Valverde \| Caisse d'Épargne \| + \| 59 s \| \| 6. Jurgen Van Goolen \| CSC-Saxo Bank \| + \| 1 min 06 s \| \| 7. Michael Blaudzun \| CSC-Saxo Bank \| + \| 1 min 07 s \| \| 8. Martin Velits \| Team Milram \| + \| 1 min 15 s \| \| 9. Dominique Cornu \| Silence-Lotto \| + \| 1 min 19 s \| \| 10. Sebastian Lang \| Gerolsteiner \| \| m.t. \| |                  |    |             |
| 1. Levi Leipheimer | Astana           | en | 50 min 57 s |
| 2. Sylvain Chavanel | Cofidis          | +  | 12 s        |
| 3. Manuel Quinziato | Liquigas         | +  | 33 s        |
| 4. Alberto Contador | Astana           | +  | 49 s        |
| 5. Alejandro Valverde | Caisse d'Épargne | +  | 59 s        |
| 6. Jurgen Van Goolen | CSC-Saxo Bank    | +  | 1 min 06 s  |
| 7. Michael Blaudzun | CSC-Saxo Bank    | +  | 1 min 07 s  |
| 8. Martin Velits | Team Milram      | +  | 1 min 15 s  |
| 9. Dominique Cornu | Silence-Lotto    | +  | 1 min 19 s  |
| 10. Sebastian Lang | Gerolsteiner     |    | m.t.        |

## Classement général
| \| 1. Levi Leipheimer \| Astana \| en \| 14 h 16 min 11 s \| \| 2. Sylvain Chavanel \| Cofidis \| + \| 2 s \| \| 3. Alejandro Valverde \| Caisse d'Épargne \| + \| 30 s \| \| 4. Tom Boonen \| Quick Step \| + \| 32 s \| \| 5. Alberto Contador \| Astana \| + \| 47 s \| \| 6. Jurgen Van Goolen \| CSC-Saxo Bank \| + \| 1 min 26 s \| \| 7. Carlos Sastre \| CSC-Saxo Bank \| + \| 1 min 27 s \| \| 8. Daniele Bennati \| Liquigas \| + \| 1 min 38 s \| \| 9. Dominique Cornu \| Silence-Lotto \| + \| 1 min 48 s \| \| 10. Juan Antonio Flecha \| Rabobank \| + \| 1 min 51 s \| |                  |    |                  |
| 1. Levi Leipheimer | Astana           | en | 14 h 16 min 11 s |
| 2. Sylvain Chavanel | Cofidis          | +  | 2 s              |
| 3. Alejandro Valverde | Caisse d'Épargne | +  | 30 s             |
| 4. Tom Boonen | Quick Step       | +  | 32 s             |
| 5. Alberto Contador | Astana           | +  | 47 s             |
| 6. Jurgen Van Goolen | CSC-Saxo Bank    | +  | 1 min 26 s       |
| 7. Carlos Sastre | CSC-Saxo Bank    | +  | 1 min 27 s       |
| 8. Daniele Bennati | Liquigas         | +  | 1 min 38 s       |
| 9. Dominique Cornu | Silence-Lotto    | +  | 1 min 48 s       |
| 10. Juan Antonio Flecha | Rabobank         | +  | 1 min 51 s       |

## Classements annexes
| Classement | Coureur         | Total            |
| ---------- | --------------- | ---------------- |
| Points     | Daniele Bennati | 51 pts           |
| Montagne   | Jesús Rosendo   | 16 pts           |
| Combiné    | Egoi Martínez   | 80 pts           |
| Équipe     | Astana          | 42 h 33 min 53 s |